# Radium
Radium is een scheikundig element met symbool Ra en atoomnummer 88. Het is een wit/zilverkleurig aardalkalimetaal.

## Ontdekking

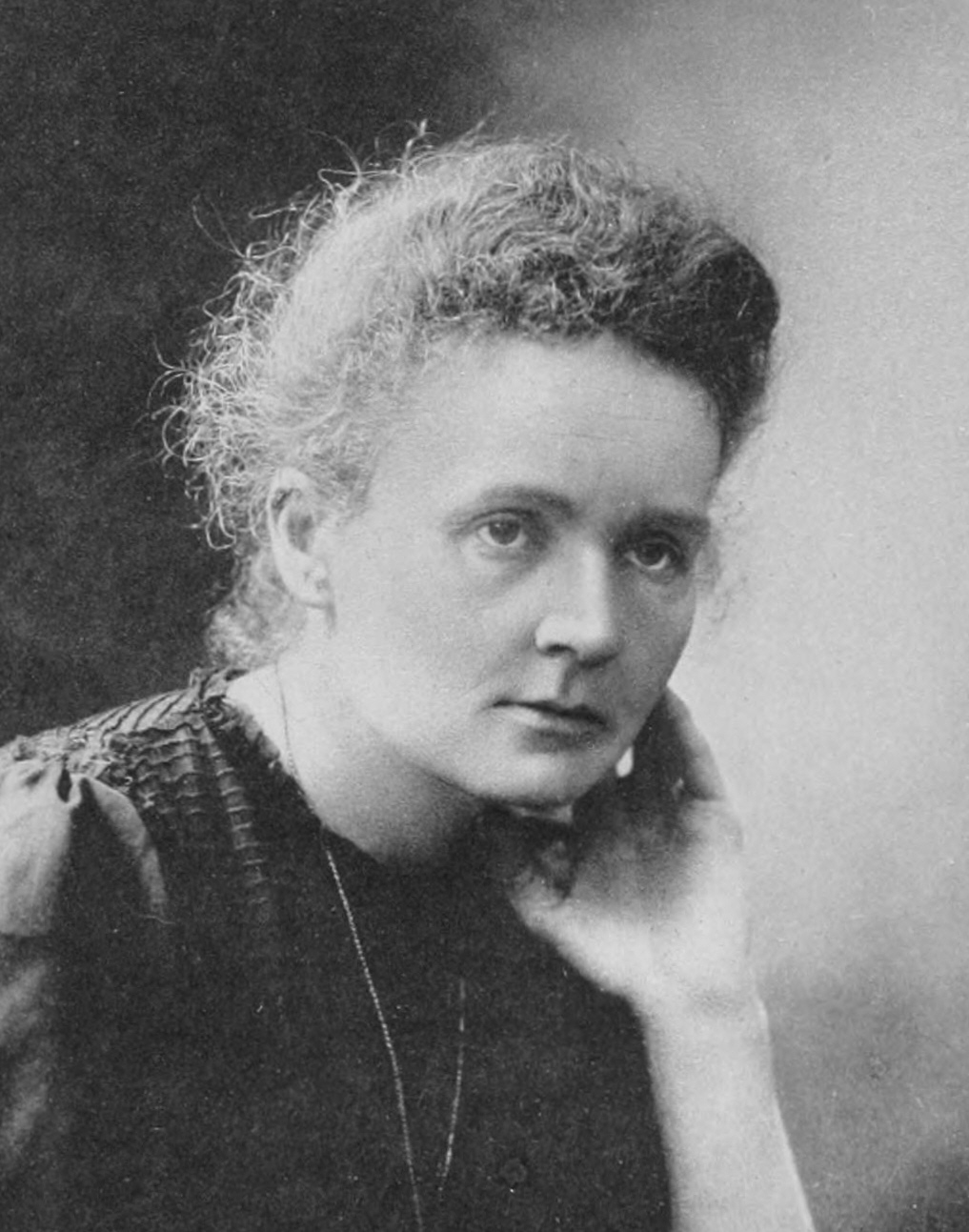
Marie Curie

Radium is in 1898 ontdekt door Pierre en Marie Curie tijdens het onderzoeken van het mineraal uraniniet toen, na het verwijderen van uranium uit het mineraal, het residu nog steeds radioactief bleek te zijn. In 1902 is radium met behulp van elektrolyse van radiumchloride voor het eerst geïsoleerd door Curie en André-Louis Debierne.
De naam radium is afgeleid van het Latijnse radius dat als straal of straling kan worden opgevat.

## Toepassingen
Tot halverwege de 20e eeuw werd radium veel gebruikt in lichtgevende verf voor o.a. wijzers van horloges en klokken. Sinds hier krachtiger en veiliger alternatieven voor bekend werden, werd radium vervangen door kobalt-60 en cesium-137.
- Radium wordt gebruikt als neutronenbron bij hoog-energetische natuurkundige experimenten.
- Radiumchloride, en dan met name radium-223, wordt als middel tegen kanker gebruikt.[2] Het wordt gebruikt voor de behandeling van mannen met een in de botten uitgezaaide prostaatkanker. Dit radium-223 geeft radioactiviteit met een klein bereik af, namelijk alfadeeltjes. In het lichaam wordt radium op dezelfde manier verwerkt als calcium, een bouwsteen van botten. Het hoopt zich op in botweefsel waar de kanker is uitgezaaid. De alfadeeltjes breken de omliggende kankercellen af en verbeteren daarmee de overleving.
- De (oude) eenheid voor radioactiviteit curie is gebaseerd op 226Ra.

## Opmerkelijke eigenschappen
Het uiterst radioactieve radium is het zwaarste bekende aardalkalimetaal dat chemisch gezien vrijwel identiek is aan barium. Hoewel het metaal van zichzelf helder wit of zilverkleurig is, verandert dat bij contact met lucht in donkergrijs tot zwart. Radium is luminescent (zwak blauwe kleur) en reageert met water onder vorming van radiumhydroxide.

## Verschijning
Aangezien radium ontstaat uit het verval van uranium, wordt het altijd aangetroffen in uraniummijnen. De belangrijkste vindplaatsen liggen in Congo, Canada, Tsjechië, Australië en het westen van de Verenigde Staten.

## Isotopen
| Stabielste isotopen | Stabielste isotopen | Stabielste isotopen | Stabielste isotopen | Stabielste isotopen | Stabielste isotopen |
| Iso                 | RA (%)              | Halveringstijd      | VV                  | VE (MeV)            | VP                  |
| ------------------- | ------------------- | ------------------- | ------------------- | ------------------- | ------------------- |
| 226Ra               | syn                 | 1600 j              | α                   | 4,871               | 222Rn               |
| 228Ra               | syn                 | 5,75 j              | β−                  | 4,300               | 228Ac               |

Van radium zijn 25 radioactieve isotopen bekend, waarvan er vier op aarde in de natuur worden aangetroffen.
226Ra dat ontstaat als gevolg van het radioactieve verval van uranium is met een halveringstijd van 1600 jaar de stabielste isotoop van radium.

## Toxicologie en veiligheid
Radium is uiterst radioactief en het vervalproduct radon is een kleur- en geurloos radioactief gas. Doordat radium chemisch gezien veel overeenkomsten vertoont en in het lichaam verwisseld kan worden met calcium, kan het schade aanrichten als het wordt ingebouwd in botten. Daarnaast kan radium kankerverwekkend zijn. Bij het opslaan van radium is goede ventilatie een vereiste om te voorkomen dat er verhoogde concentraties van radon ontstaan.

## Radium girls en de US Radium Corporation
Tussen 1917 en 1926 produceerde de US Radium Corp. van Thomas Alva Edison in Orange (New Jersey) klokken en horloges met lichtgevende wijzerplaten, waarvoor radiumhoudende verf werd gebruikt. Honderden jonge meisjes, later de "radium girls" genoemd, verrichtten dit goedbetaalde schilderwerk. Er werd hen aangeleerd de "lip, dip, paint"-methode te gebruiken: ze maakten de kwastpunten nat met hun lippen of tong, dompelden die in de radiumhoudende verf en schilderden vervolgens. Na enkele jaren kregen zij hierdoor klachten. Er werd hen lange tijd wijsgemaakt dat dit niet door de radium kon komen, omdat radium ironisch genoeg gezien werd als een gezondheidsbevorderend middel. Het werd zelfs toegevoegd aan tandpasta, water en cosmetica. Er volgden processen en schikkingen. De meisjes stierven jong en het bedrijf werd gesloten.